# Simone Simons
Simone Johanna Maria Simons (* 17. ledna 1985, Hoensbroek, Heerlen, Nizozemsko) je nizozemská zpěvačka a skladatelka symfonic metalové skupiny Epica, ve které působí od roku 2003. V době, kdy se připojila ke skupině Epica, byla ve vztahu se zakladatelem skupiny Markem Jansenem. I když jejich vztah skončil, ve skupině oba zůstali.
V roce 2013 se vdala za klávesistu skupiny Kamelot, Olivera Palotaie. Mají spolu syna Vincenta Palotaie, který se narodil v říjnu téhož roku.